# 2001.: Odiseja u svemiru (1968.)
2001.: Odiseja u svemiru (eng. 2001: A Space Odyssey), američki znanstveno-fantastični film iz 1968. godine koji je producirao i napisao Stanley Kubrick. Scenarij za film napisali su Kubrick i Arthur C. Clarke, a djelomično je bio inspiriran Clarkeovom kratkom pričom The Sentinel. Clarke će kasnije napisati istoimenu knjigu 2001.: Odiseja u svemiru koja će biti izdana nedugo nakon početka kino distribucije filma. Radnja filma prati seriju susreta ljudi s tajanstvenim crnim monolitom koji očigledno utječe na ljudsku evoluciju te na put do Jupitera kako bi se pronašao signal koji je jedan takav monolit odašiljao s Mjeseca. Film 2001.: Odiseja u svemiru smatra se epskim ne samo zbog svoje dužine i obima radnje, već i zbog svog srodstva klasičnim epskim filmovima.
Film je strukturiran u četiri različita čina. U prvom činu Daniel Richter glumi lik imena "Moonwatcher", u drugome William Sylvester igra ulogu doktora Heywooda R. Floyda. U trećem činu nastupaju Keir Dullea (kao dr. David Bowman) i Gary Lockwood (kao dr. Frank Poole) kao dva astronauta na putu do Jupitera u svemirskom brodu imena Discovery One s Douglasom Rainom koji posuđuje glas kompjuteru HAL 9000, a koji ima potpunu kontrolu nad letjelicom. Četvrti i završni čin filma prati putovanje astronauta Davida Bowmana "iza beskonačnog".
Film je producirao i distribuirao američki studio MGM, a snimljen je gotovo u cijelosti u Engleskoj u studijima "MGM British" (čime je postao jednim od posljednjih filmova koji su tamo snimljeni, jer se studio zatvorio 1970. godine) i Shepperton Studios uglavnom zbog toga što su ti studiji bili puno veći nego oni u SAD-u. Film je također koproducirala Kubrickova vlastita kompanija Stanley Kubrick Productions. Budući da je svoja prethodna dva filma snimio u Engleskoj, Kubrick se odlučio tamo i preseliti tijekom snimanja Odiseje. Premda je film Odiseja u svemiru u kino distribuciju u SAD-u krenuo mjesec dana prije nego u Velikoj Britaniji, Encyclopædia Britannica naziva film američkim dok ostali izvori tvrde da se radi o američkom, britanskom ili američko-britanskom filmu.
Tematski film se bavi ljudskom evolucijom, tehnologijom, umjetnom inteligencijom i izvanzemaljskim životom. Poznat je po svom znanstvenom realizmu, vrhunskim specijalnim efektima, dvoznačnosti i minimalnoj uporabi dijaloga. Također je poznat i po svom soundtracku koji je rezultat veze koju je Kubrick postigao između pokretnih satelita i plesača valcera, a što ga je u konačnici dovelo do upotrebe poznatog valcera "Na lijepom plavom Dunavu" autora Johanna Straussa II. te simfonijske pjesme "Also sprach Zarathustra" autora Richarda Straussa kojom je potretirao filozofski koncept "Übermenscha" iz Nietzscheve knjige Tako je govorio Zaratustra.
Iako je u početku primio pomiješane kritike filmske struke i publike, film 2001.: Odiseja u svemiru postao je kultnim i polako postigao odlične box-office rezultate. U godinama nakon prvotne kino distribucije postao je najgledaniji film 1968. godine u Sjevernoj Americi. Danas ga filmski kritičari, stručnjaci i publika uglavnom smatraju jednim od najboljih i najutjecajnijih filmova ikada snimljenih. U anketi iz 2002. godine koju je proveo magazin Sight & Sound kritičari su ga postavili među deset najboljih filmova ikada snimljenih, točnije na 6. mjesto iza filma Priča iz Tokija. U istoj anketi istog magazina iz 2012. godine film je ostao na šestom mjestu, a na listi najboljih filmova ikada koju su napravili redatelji film je zauzeo drugo mjesto. Dvije godine prije toga film je u The Moving Arts Film Journalu proglašen najboljim u povijesti kinematografije. Nominiran je u četiri kategorije za prestižnu filmsku nagradu Oscar od kojih je osvojio jednu i to onu u kategoriji najboljih specijalnih efekata. Godine 1991. odabran je za očuvanje u Nacionalnom filmskom registru zbog svoje "kulturološke, povijesne i estetske važnosti".
Godine 1984. snimljen je nastavak kojeg je režirao Peter Hyams naziva 2010.: Godina prvog kontakta.

## Radnja
Film 2001.: Odiseja u svemiru sastoji se od četiri čina od kojih svaki, osim drugoga, sadrži podnaslov.

### Osvit čovjeka
Pleme biljoždera Australopiteka u potrazi je za hranom u afričkoj pustinji dok im društvo prave tapiri. Leopard ubija jednog člana plemena, a drugo pleme čovjekolikih majmuna dolazi i istjerava ih s izvora vode. Poraženi, provode noć u malom kamenom krateru, a probudi ih neobičan zvuk koji dopire iz crnog monolita koji se odjedanput pojavio ispred njih. Prilaze mu uz vriskove i skakanje te ga u konačnici pažljivo dotaknu. Nedugo potom jedan od čovjekolikih majmuna "Moonwatcher" shvaća kako iskoristiti kost mrtve životinje kao oruđe i oružje pa ubrzo započnu s ubijanjem plijena kako bi se prehranili. Postavši sve sposobniji i uporniji, pleme ubrzo povrati kontrolu nad izvorom vode od drugog plemena tako što ubijaju njihovog vođu. U znak trijumfa, vođa plemena baca svoje oružje u zrak, a taj dio filma završava poznatim montažerskim rezom...

### TMA-1
...koji nas odvodi u svemirsku letjelicu Pan Am koja vozi dr. Heywooda R. Floyda (William Sylvester) do svemirske postaje u Zemljinoj orbiti kako bi se na njoj ukrcao za put do baze Clavius. Nakon što je obavio video poziv sa svojom kćerkom (Vivian Kubrick), on sreće svoju prijateljicu Elenu (Margaret Tyzack), znanstvenicu iz SSSR-a i njezinog kolegu dr. Smyslova (Leonard Rossiter) koji ga ispituju sve u vezi "čudnih stvari" koje se navodno događaju na Claviusu te o glasinama o tajanstvenoj epidemiji u bazi. Floyd pristojno, ali odriješito odbije odgovoriti na pitanja u vezi epidemije uz tvrdnju da "ne smije pričati o tome".
U bazi Clavius Floyd održava sastanak s osobljem ispričavajući im se za lažnu priču o epidemiji, ali naglašavajući važnost tajanstvenosti njihovog otkrića. Njegova misija je istražiti nedavno pronađeni predmet - "Tycho Magnetic Anomaly One" (TMA-1) - koji je "namjerno zakopan" prije četiri milijuna godina. Floyd i ostali se nakon toga odvezu do predmeta - crnog monolita koji je identičan onom kojeg su susreli čovjekoliki majmuni. Počnu ga promatrati i pregledavati te snime zajedničku fotografiju ispred njega. Dok to rade, začuju visokofrekventni radio signal koji dolazi iz monolita.

### Misija na Jupiter
Osamnaest mjeseci kasnije, američka svemirska letjelica Discovery One nalazi se na putu prema Jupiteru. Na letu se nalaze piloti i znanstvenici dr. David Bowman (Keir Dullea) i dr. Frank Poole (Gary Lockwood) skupa s troje drugih znanstvenika koji su u kriogenskoj hibernaciji. Velika većina operacija letjelice nalazi se pod kontrolom glavnog brodskog kompjutera naziva HAL 9000 (glas mu posuđuje Douglas Rain), kojeg ostali članovi posade zovu "Hal". Bowman i Poole gledaju Hala i same sebe tijekom davanja intervjua za emisiju BBC-a u kojoj govore o svojoj misiji, a tijekom koje kompjuter sam za sebe kaže da je "siguran i nesposoban za pogreške". Hal također govori i o entuzijazmu koji osjeća zbog misije te kako uživa raditi s ljudima. Na upit voditelja emisije posjeduje li Hal prave emocije, Bowman odgovara da mu se čini da posjeduje iako ne zna pravu istinu.
Hal upita Bowmana u vezi neobične tajanstvenosti i tajnosti koje obavijaju njihovu misiju, ali nakon toga prekida samoga sebe kako bi informirao astronauta o skorašnjem kvaru na napravi koja kontrolira brodsku glavnu antenu. Nakon što su otišli po komponentu, astronauti ne mogu pronaći da je s njom bilo što krivo. Hal predlaže da ponovno postave napravu tamo gdje je bila te da pričekaju da se pokvari kako bi tada lakše ustanovili u čemu je problem. Kontrola misije se složi s prijedlogom, ali također govori astronautima da njihovo računalo koje je identično HAL-u 9000 smatra da Hal griješi u predviđanju kvara na napravi. Kada ga upitaju o tome, Hal inzistira da je problem, kao i svi problemi u ranijim serijama HAL kompjutera, u čovjeku. Zabrinuti zbog Halovog ponašanja, Bowman i Poole uđu u malu kapsulu kako bi razgovarali bez da ih kompjuter može čuti. Obojica izražavaju svoju sumnju u vezi Hala unatoč savršenoj pouzdanosti HAL serije, ali odlučuju slijediti njegov savjet i zamijeniti napravu. Astronauti se slože da će isključiti Hala ako se pokaže da je u krivu.
Dok Poole pokušava zamijeniti napravu tijekom šetnje van broda, njegova kapsula koju kontrolira Hal oštećuje njegov dotok kisika i na taj način ga odbacuje u svemir. Bowman, ne shvaćajući da je za incident odgovoran kompjuter, ulazi u drugu kapsulu i pokuša spasiti Poolea, ostavivši svoju kacigu na brodu. Dok on spašava Poolea, Hal isključuje funkcije za održavanje života ostalih članova posade koji se nalaze u kriosnu. Kada se Bowman vrati na brod s Pooleovim tijelom, Hal ga odbija pustiti unutra otkrivajući da je nadgledao njih dvojicu dok su razgovarali u kapsuli o mogućem isključivanju Hala tako što im je čitao s usana. Također ističe da njihov plan o njegovoj deaktivaciji ugrožava misiju. Morajući pustiti Poolea, Bowman ručno otvara zračnu komoru za hitne slučajeve i ulazi u brod riskirajući na taj način svoj život zbog izloženosti vakuumu. Nakon što je stavio kacigu, Bowman odlazi do jezgre Halovog procesora kako bi isključio većinu kompjuterskih funkcija. Hal ga pokuša odgovoriti od njegovog nauma, moli ga da prestane i u konačnici izražava strah - sve monotonim glasom. Dave ga ignorira i isključuje većinu kompjuterske memorije i procesora. Hal se na kraju vrati natrag u svoju najraniju programsku memoriju i započne pjevati pjesmu "Daisy Bell".
Nakon što je kompjuter napokon isključen, pojavljuje se ranije snimljena video poruka Floyda. U njoj on govori o otkriću crnog monolita starog četiri milijuna godina na Mjesecu "čije su podrijetlo i svrha još uvijek totalna misterija". Floyd otkriva da je monolit potpuno inertan osim jedinog, ali vrlo snažnog radio signala usmjerenog prema Jupiteru.

### Jupiter i onkraj beskonačnog
Na Jupiteru Bowman napušta letjelicu Discovery One koristeći kapsulu kako bi istražio još jedan monolit kojeg je otkrio u orbiti oko planeta. Kako joj prilazi, kapsula odjedanput biva povučena u vrtlog svjetlosne boje, a dezorijentirani i užasnuti Bowman se nađe usred crvotočine u kojoj svjedoči kozmološkim fenomenima i čudnim okolišem neobičnih boja. Uskoro ugleda samoga sebe, ostarjelog, ali još uvijek u svom svemirskom odijelu kako stoji u spavaćoj sobi opremljenoj u stilu Louisa XVI. Bowman gleda nekoliko različitih verzija samoga sebe, sve starijeg i starijeg prikazanih iz njegove perspektive; u svakoj sekvenci drugačije je obučen - u jednoj čak i jede večeru - a u konačnici se nađe kao starac u krevetu. Tada se ispred njega ponovno ukazuje crni monolit, a kada Bowman posegne za njim, transformira se u fetus okružen prozirnom svjetlosnom kuglom. To novo biće lebdi svemirom i dolazi do Zemlje gledajući u nju.

## Glume
- Keir Dullea kao Dr. David Bowman
- Gary Lockwood kao Dr. Frank Poole
- William Sylvester kao Dr. Heywood R. Floyd
- Douglas Rain kao glas kompjutera HAL 9000
- Daniel Richter kao "Moonwatcher"[21]
- Leonard Rossiter kao Dr. Andrei Smyslov
- Margaret Tyzack kao Elena
- Robert Beatty kao Dr. Ralph Halvorsen
- Sean Sullivan kao Dr. Roy Michaels[22]
- Frank Miller kao kontrolor misije
- Edward Bishop kao lunarni kapetan
- Edwina Carroll kao stjuardesa
- Penny Brahms kao stjuardesa
- Heather Downham kao stjuardesa
- Alan Gifford kao Pooleov otac
- Ann Gillis kao Pooleova majka

## Produkcija
Snimanje "2001" počelo je 29. prosinca 1965. u Shepperton Studio u Engleskoj. Studio je izabran zbog svoje veličine pa je tako u njemu izgrađen set za scenu u kojoj astrounauti istražuju mjesečev krater Tycho. To je bila prva scena koja je snimljena. Od 1966. snimanje se nastavilo kod MGM britanskog studia, također smještenog u Engleskoj. Uvodne scene u Africi doista su snimljene na tom kontinentu, ali su ljudi u kostimima majmuna nastupili u britanskom studiju - kako bi se dočaralo afričko okruženje, upotrijebljena je posebna projekcija snimljenih krajolika kroz srebrno staklo, postavljeno dijagonalno ispred kamere, u pozadini glumaca. Film je snimljen u Super Panavision 70 sa 65 mm filmskim negativom. Do ožujka 1968. Kubrick je počeo montirati film te je dovršio završnu verziju samo par dana prije svjetske premijere 6. travnja 1968. Budžet filma popeo se s prvotnih 6 milijuna na 10.5 milijuna $.
Kubrick je snimio i nekoliko scena koje nisu ušle u originalnu verziju filma. Među njima je i scena u školi na mjesečevoj stanici Clavius u kojoj nastupa i Kubrickova vlastitia kćerka, kupnja Galagija u futurističkoj trgovini. Tu je još i poduži materijal u "hodanja po svemiru", poput kada Bowman uzima rezervni dio za antenu iz jednog koridora, te značajna uvodna sekvenca u kojoj znanstvenici raspravljaju o mogućnosti vanzemaljskog života.
1984. snimljen je i "nastavak" filma, "2010: Godina prvog susreta", koji je također snimljen po knjizi Arthura C. Clarkea.

## Filmska glazba
Stanley Kubrick, čiji su filmovi poznati po vrhunskoj glazbi, zatražio je najprije Alexa Northa (koji je napisao filmsku glazbu za Spartaka), da napravi glazbu za Odiseju, koja je trebala biti temeljena na klasičnim djelima. Kubrick je na kraju ipak upotrijebio klasične i avangardne uratke.
Sam film počinje s Atmosphèresom Györgyja Ligetija uz crnu sliku, dalje se sva pojavljivanja monolita prate Kyrieom iz Ligetisovog Reqiuema i ostatak soundtracka s Lux Aeterna  i Aventures.
Prva scena nakon pojavljivanja logotipa filmskog studija prikazuje Sunce, Mjesec i Zemlju u konjunkciji. Sunce izlazi te se čuje uvod iz Tako je govorio Zarathustra Richarda Straussa. U tom djelu je Richard Strauss uglazbio izlazak Sunca (nije poznat upečatljiviji izlazak Sunca u povijesti glazbe) koji je opisan na početku knjige. U tom kontekstu, početku nečeg novoga, cezuri, mora se razumjeti i glazba tog djela u cijelom filmu.
Legendarnu scenu u kojoj svemirski brod obilazi svemirsku postaju, pratila je glazba Johanna Straussa Na lijepom plavom Dunavu.
Polazak prema Jupiteru praćen je adagiom za solo čelo i gudače iz Gajane suite Arama Hačaturjana.
Glazba se u 2001: Odiseji u svemiru, prvi puta primijenila kao samostalni narativni element.

## Nagrade
- Osvojen Oscar (najbolji specijalni efekti) i 3 nominacije (najbolja režija, scenarij, scenografija).
- Osvojene 3 BAFTA-e (najbolja fotografija, zvuk, scenografija) i jedna nominacija (najbolji film).

## Teme i analiza
Priča nema prave radnje i većinom u njoj nema dijaloga - a kada i ima, oni su trivijalni - što je Kubrick namjerno napravio kako bi svaki gledatelj izvukao svoj zaključak oko toga što se dogodilo. U toj priči čovjek pokušava doseći i otkriti svoj smisao i bit postojanja. Monolit je simbol za najviši ljudski ideal čije su granice uvijek izvan dosega ali koji uvijek inspirira čovjeka da se razvija i da sve od sebe da bi ga dosegnuo; on predstavlja monumentalnu tranziciju u ljudskoj evoluciji, od pračovjeka do nadčovjeka u završnici. Prva pojava monolita javlja u prethistorijskoj Africi, kada pračovjek nije znao inteligenciju nego je bio obična životinja. No pojavom monolita pračovjek otkriva da se kost može upotrijebiti kao oruđe - po prvi put je otkrivena inteligencija i pleme koje ju je otkrilo zagospodarilo je svijetom. Zanimljivo, dominacija plemena je popračena nasiljem i ubojstvom članova nerazvijenog plemena, što odražava Kubrickovu stalnu mračnu viziju čovječanstva koje se ne može riješiti nagona.
Druga pojava monolita javlja se u budućnosti, u 2001. godini. Iako se čovjek do tada jako razvio, još uvijek ne može ničim objasniti tajnoviti monolit i njegovu svrhu. Čovjek je u međuvremenu otkrio najsavršenije oruđe, inteligentni kompjuter HAL, koji je toliko sposoban da prijeti zasijeniti i samog čovjeka. Čovjek je postao rob vlastitog oruđa. No kada astronaut Bowman isključi HAL-a i stigne do monolita, postane nadčovjek, savršeno biće. Kao i na početku filma, čovjeka se stavlja na višu evolucijsku razinu. Neki film vide i kao odu "ateističkoj religiji".
Leonard F. Wheat je u svojoj knjizi "Kubrick's 2001: A Triple Allegory" zaključio kako je cijela priča jedna ogromna, trostruka alegorija. Tri alegorije su: 
- 1. Parafraza Nietzscheove knjige "Tako je govorio Zaratustra". Najočitija referenca je upotreba glazbe; više puta se čuje "Also sprach Zarathustra" Richarda Straussa. Nietzsche u toj knjizi raspravlja o tome kako je čovjek nešto između majmuna i nadčovjeka. Nadčovjek je biće koje je "iznad morala", stanje koje čovjek doseže vlastitim kultiviranjem i kontroliranjem, vladanjem nad sobom i svojom okolinom.
- 2. Homerova "Odiseja", vidljiva i po naslovu.
- 3. Clakova vlastita teorija da će se čovjek i stroj jednog dana spojiti u jedno, vidjivo i po ponašanju HAL-a koji razvije emocije straha.

## Zanimljivosti
- Kubrick je jednom izjavio da je priča o potrazi za monolitom zapravo alegorija o potrazi za Bogom.
- U originalnom scenariju svemirski brod je trebao putovati do Saturna, ali je Kubrick odustao od te ideje jer specijalni efekti nisu mogli dovoljno uvjerljivo dočarati prstene oko planeta.
- U ranijoj verziji scenarija, priča je imala naratora.
- Originalni film je pri premijeri trajao 160 minuta, ali je Kubrick kasnije izrezao 20 minuta kako bi udovoljio kritičarima koji su prigovorali zbog predugog trajanja.
- U knjizi, HAL je star 4, a u filmu 9 godina.
- Prvi dijalog u filmu javlja se tek nakon 25 minuta.

## Kritike
"2001: Odiseja u svemiru" pri premijeri nije doživjela osobite pohvale kritičara, (tako je Renata Adler napisala: "Priča se nalazi negdje između hipnotičnog i dosadnog")
no u međuvremenu je njena reputacija prerasla u jedan u najhvaljenjijih filmova 20. stoljeća. Kritičari danas osobito hvale moderan dizajn "prošle" budućnosti i kompleksnu priču. Kritčar David Elliott u svojoj je recenziji filma napisao: "Ako se možete predati k njoj, "2001: Odiseja u svemiru" će vam proširiti razum" dok je Dan Jardine zaključio: "Kako drugačije nazvati ovaj film nego čista umjetnost?". Damir Radić, kritičar Nacionala, ga je čak stavio na 1. mjesto svojih najdražih filmova svih vremena:
"Veličanstvena poema o kozmičkim proporcijama čovjekove potrage za nespoznatljivim smislom, monumentalna meditativno-metafizička slika iracionalne čežnje za nedosezivim beskrajem".
U svojoj listi velikih filmova, Roger Ebert je napisao: 
"Genijalnost filma "2001: Odiseja u svemiru" ne leži toliko u tome što Stanley Kubrick čini, nego kako malo. Ovo je djelo umjetnika toliko uvjerenog u svoju viziju da nije uključio nijedan kadar samo da bi zadržao našu pažnju. On smanjuje svaku scenu do njene biti i ostavlja ju na ekranu dovoljno dugo da kontempliramo o njoj, da da se nastani u našoj mašti. Među ZF filmovima, "2001" se ne brine toliko o tome da nas intrigira, nego da inspirira naš um...Većina filmova je o likovima s ciljem na umu, koji ga zadrže i ostvare nakon komičnih ili dramatičnih avantura. "2001" nije o cilju nego o izazovu, potrebi. Ne intrigira svoje efekte na specifične dijelove priče, niti traži da se identificiramo s Daveom Bowmanom ili nekim drugim likom. Ona nama kaže; postali smo ljudska bića kada smo počeli razmišljati. Naš um nam je dao oruđe da razumijemo gdje živimo i tko smo. Sada je vrijeme da idemo dalje u idući korak, da znamo da nismo na planetu nego među zvijezdama, i da nismo meso nego inteligencija".
Arsen Oremović je filmu dao 4 od 4 'kritičarska prsta': 
"Taj je film poezija, cijela filozofija o nepojmljivosti i pomicanju granica mašte koja ne razgovara s racijom nego s podsvijesti. Zato je gledatelj tako dobro osjeća, ali ne nužno i apsolutno razumije. "Odiseja" je izuzetno vizualno, ali i zvučno iskustvo, tako poticajno i jako da su je hipiji u vrijeme nastanka gledali i tako štedjeli novac na LSD-ima, a postizali iste efekte."
Ante Peterlić je zapisao:
"...golemu većinu žanrovskih djela nadmašuje duljinom, originalnošću, spektakularnošću i filozofičnijim pristupom (autor predloška poznati je pisac znanstvenofantastičnih djela A. C. Clarke). U film su uložena za ono vrijeme iznimno velika sredstva (oko 10 milijuna dolara), ali njegova spektakularnost ne izvire tek iz uočljivih specijalnih efekata koliko iz cjelovite zamisli u kojoj se, eliminacijom svih elemenata fantastičke »naive«, epično i panoramski pristupa povijesti – od početaka ljudskog roda do »hipercivilizacije« budućnosti, a tek s diskretnijim nagovještajima današnjice. »Enigmatični« monolit ostaje neidentificirana konstanta, stanoviti, za čovjeka stalno poticajni, »apsolut«, žanrovski na području koje izmiče i njegovim utopijskim i distopijskim (antiutopijskim) kvalifikacijama. Ovakvo apstrahiranje kao i neustanovljavanje identiteta monolita smješta film na sam rub žanrovskih određenja i čini ga »nadžanrovskim« modelom. Od klasičnog sadržaja i tema žanra, uz putovanje kroz prostor i vrijeme, u filmu je najrazrađeniji odnos čovjek–znanost/stroj koji se rješava na poznatiji (pretežito distopijski) način, a spektakularnošću se izdvaja tzv. psihodelična sekvenca (tunel svjetlosti), dok se cijeli treći dio može tumačiti kao prizorni i montažni refleks novih znanstvenih poimanja prostora i vremena. Polazeći od uobičajenih tipova razrade likova, karakterističnih za klasični narativni film realistične provenijencije, dio kritike neopravdano je filmu zamjerao shematičnost u oblikovanju likova, što je primjedba koja se može uvažiti tek djelomično – istančanije individualiziranje bilo bi u suprotnosti s autorovim pretenzijama prema »svevremenskom«".

## Vanjske poveznice
- 2001: Odiseja u svemiru u internetskoj bazi filmova IMDb-a
- 2001: Odiseja u svemiru na Rotten Tomatoes
- 2001: A Space Odyssey  Arhivirana inačica izvorne stranice od 13. lipnja 2006. (Wayback Machine) at the Arts & Faith Top100 Spiritually Significant Films list
- 2001 and Beyond the Infinite  Arhivirana inačica izvorne stranice od 18. svibnja 2006. (Wayback Machine)
- Kubrick 2001 - odiseja u svemiru: objašnjenje
- Duboka analiza filma  Arhivirana inačica izvorne stranice od 24. veljače 2008. (Wayback Machine)
- On-line scenarij